# しょこたんらじお
『しょこたんらじお』は、2009年4月4日（4月3日深夜）から2010年4月3日（4月2日深夜）までニッポン放送で放送されていたバラエティ番組である。全53回。放送時間は毎週土曜 0:30 - 1:00 （金曜深夜、日本標準時）。
前番組『中川翔子のGサイエンス!』から引き続き中川翔子がパーソナリティを務めていた。